# 곱슬이과
곱슬이과(Plocamiaceae)는 진정홍조강 곱슬이목에 속하는 홍조류과의 하나이다. 3속 53종으로 이루어져 있다. 가는곱슬이(Plocamium cartilagineum) 등을 포함하고 있다.

## 하위 속
- Nereidea
- Plocamiocolax
- 곱슬이속 (Plocamium)